# 루미글로벌

(주)루미글로벌(영어:Lummiglobal)은 대한민국의 제조기업으로 EL(Electroluminescence)을 이용하여 스마트웨어러블 제품을 개발 생산하는 기업이다.
2010년 중반부터 기술개발을 진행하여 2019년 회사를 설립하고, 현재 EL(Electroluminescence)을 적용한 다양한 제품군을 생산하고 있다.
루미글로벌의 EL은 부드러운 PU(폴리우레탄)FILM 소재를 바탕으로 만들어져서 부드러우며, 기존 EL의 취약점인 전자파 차단 기술(특허취득)을 적용한 제품을 출시하였다.
또한, 루미글로벌 제품은 스마트웨어러블의 약점인 세탁이 가능하도록 자체 보유한 특허 기준으로 생산하고 있다.
현재 의류,PET용품,가방,모자 및 신발등에 적용가능한 EL을 개발,생산하고 있다.